# 니콜라 무루
니콜라 무루(이탈리아어: Nicola Murru, 1994년 12월 16일 ~ )는 이탈리아의 축구 선수로 현재 세리에 A의 토리노 FC에서 뛰고 있다.

## 클럽 경력
칼리아리 출신의 무루는 고향팀 칼리아리에서 선수 생활을 시작했다. 2011년 7월에 1군팀으로 승격되었고, 같은 해 12월 20일 밀란에게 홈에서 0-2로 패한 경기에 후반전 교체 선수로 출전하며, 첫 프로 경기를 치렀다.
무루는 피오렌티나와 무승부를 거둔 경기에서 다시 한번 벤치에서 시작하여, 같은 시즌에 한 경기 더 출전했다. 2012년에, 알레산드로 아고스티니가 토리노로 이적하자, 다닐루 아벨라르의 백업을 하게 됐다. 다음 해에 무루는 압박 능력에서 아벨라르를 압도하며 선발로 택해졌다. 2013년 10월 8일, 로소블루와 2017년까지 지속되는 새계약을 체결했다.
2017년 7월 1일, 삼프도리아에 입단했다.

## 국가대표팀 경력
17세 이하, 18세 이하, 19세 이하 대표팀에 출전한, 무루는 북아일랜드와 지역 예선전이 열린 2014년 3월 5일 21세 이하 팀에 데뷔했다.
2017년 6월, 루이지 디 비아조 감독이 이끄는 2017년 UEFA U-21 축구 선수권 대회에 참가하는 이탈리아 U-21 대표팀 명단에 포함되었지만 이후 부상으로 인해 빠지게 되었고, 주세페 페찰라가 빈칸을 채웠다.

## 경계 통계
2019년 5월 26일 기준  기준
| 클럽       | 시즌      | 리그      | 리그 | 리그 | 국내별 대회 | 국내별 대회 | 대륙별 대회 | 대륙별 대회 | 그외 | 그외 | 합계 | 합계 |
| 클럽       | 시즌      | 대회      | 출전 | 득점 | 출전        | 득점        | 출점        | 득점        | 출전 | 득점 | 출전 | 득점 |
| ---------- | --------- | --------- | ---- | ---- | ----------- | ----------- | ----------- | ----------- | ---- | ---- | ---- | ---- |
| 칼리아리   | 2011–12   | 세리에 A  | 2    | 0    | 0           | 0           | —           | —           | 2    | 0    |      |      |
| 칼리아리   | 2012–13   | 세리에 A  | 13   | 0    | 2           | 0           | —           | —           | 15   | 0    |      |      |
| 칼리아리   | 2013–14   | 세리에 A  | 21   | 0    | 1           | 0           | —           | —           | 22   | 0    |      |      |
| 칼리아리   | 2014–15   | 세리에 A  | 8    | 0    | 2           | 0           | —           | —           | 10   | 0    |      |      |
| 칼리아리   | 2015–16   | 세리에 B  | 28   | 0    | 3           | 0           | —           | —           | 31   | 0    |      |      |
| 칼리아리   | 2016–17   | 세리에 A  | 26   | 0    | 1           | 0           | —           | —           | 27   | 0    |      |      |
| 칼리아리   | 합계      | 합계      | 98   | 0    | 9           | 0           | 0           | 0           | 0    | 0    | 107  | 0    |
| 삼프도리아 | 2017–18   | 세리에 A  | 20   | 0    | 3           | 0           | —           | —           | 23   | 0    |      |      |
| 삼프도리아 | 2018–19   | 세리에 A  | 35   | 0    | 2           | 0           | —           | —           | 37   | 0    |      |      |
| 삼프도리아 | 합계      | 합계      | 55   | 0    | 5           | 0           | 0           | 0           | 0    | 0    | 60   | 0    |
| 경력 합계  | 경력 합계 | 경력 합계 | 153  | 0    | 14          | 0           | 0           | 0           | 0    | 0    | 167  | 0    |